# تكاثف كلايزن
تكاثف كلايزن هو تفاعل عضوي يحدث فيه تفاعل تكاثف بين مركبي إستر، أو إستر مع مركب يحوي على مجموعة كربونيل بوجود قاعدة قوية، بحيث تتشكل رابطة كربون-كربون جديدة على هيئة β-كيتو الإستر أو ثنائي الكيتون.
ينسب التفاعل إلى مكتشفه الكيميائي راينر لودفيج كلايزن، والذي نشر علمياً عنه لأول مرة سنة 1887.

## اقرأ أيضاً
- تفاعل تكاثف
- تخليق الأحماض الدهنية